# 한국도자기
한국도자기(Hankook Chinaware)는 대한민국의 충청북도 청주에 도자기, 식기류 제조업체이다.

## 역사
- 1970년대 이전 - 충북제도사㈜
- 1970년대 이후 - 한국도자기㈜

## 역대 슬로건
- 생활 속의 예술을 창조하는 (1983 ~ 1985)
- 세계 50여개국에 수출하는 (1986 ~ 1996)
- 세계의 명품 (2018 ~ 현재)